# Les Singestronautes
Les Singestronautes (Rocket Monkeys) est une série télévisée d'animation canadienne en 65 épisodes de 22 minutes (130 segments de 11 minutes) créée par Dan Abdo et Jason Patterson, développé par Mark Evestaff et Alex Galatis, produite en association avec Atomic Cartoons (en), et diffusée à partir du 10 janvier 2013 sur Teletoon et Télétoon.
La série débute officiellement le 4 mars 2013 sur Nickelodeon aux États-Unis, et le 15 avril 2013 sur Nicktoons au Royaume-Uni et en Irlande. Elle est diffusée sur Nicktoons, également aux États-Unis, pendant uniquement trois semaines dès le 15 avril 2013, en un marathon de 21 h à minuit avec des épisodes diffusés sur Nickelodeon. En France, la série a été diffusée sur Nickelodeon dès le 7 septembre 2013 avec un doublage réalisé en France. À la saison 2, la diffusion est passée sur Canal+ Family et Canal+ sous son titre français et avec le doublage Québécois.

## Synopsis
La série explore les exploits comiques et surréalistes de deux primates Gus et Wally. Inexplicablement chargés de réussir d'importantes missions, les deux frères se posent eux-mêmes tout un tas de problèmes. Les frères Gus et Wally sont des astronautes singes.

## Personnages

### Le département de Singestronautes
- Wally Monkey : Wally est incroyablement adorable pour un petit paquet de dégoût galeux. Lorsqu'il s'agit de sauver le monde des méfaits, il fait ce qu'il doit faire, mais en fait, il préfère de loin rentrer chez lui et jouer au Banana Blaster. est le partenaire et frère de Gus, et est considéré comme le plus intelligent des deux
- Gus Monkey : Gus est le frère aîné de Wally. Il ne veut rien de plus que d'être un héros, mais il ne peut pas toujours mettre de côté son instinct de singe. Ce que le navire a de plus proche d'un capitaine, c'est qu'il prend très au sérieux le fait d'être un cadet de quand il en a envie. Dans Chase s'engage dans un voyage pour. Quelle que soit la qualité de leur entretien.
- Oui-OK : il est un Robot à la forte carrure. Bien que ne faisant pas partie des glurpologistes.
- Monkevil : elle est la rivale d'Gus. Snob et égocentrique sur les lieux du crime et ne semble pas écœuré.
- Dr. Chipmsky : ce sont les parents de Gus et Wally, auxquels ils ressemblent assez physiquement, il est généralement.

### Ennemis
- Nefarious : Nefarious est l'un des antagonistes de la série. Il vit dans un astéroïde de prison, auquel il tente de s'échapper, simplement leur animal.
- Lord Peel : Lord est le principal antagoniste de la série, que les singes confondent constamment avec une banane mais les singes, il était un noble homme d'affaires.

## Scénario
Rocket Monkeys explore les exploits comiques et surréalistes de deux primates Gus et Wally. Inexplicablement chargés de réussir d'importantes missions, les deux frères se posent eux-mêmes tout un tas de problèmes.

## Production
Le développement de la série débute en 2006. Les deux singes protagonistes, Gus et Wally, s'inspirent de la complicité des deux créateurs de la série, Dan Abdo et Jason Patterson, amis depuis le lycée. Jason et Dan ont fait des tests d'animation et des croquis qu'ils ont montré à Michael Feder. Michael Feder, un partenaire de Hornet Inc, aide ensuite au développement Rocket Monkeys, sous le label de Hornet Films. Les droits de la série sont rachetés par Warner Bros. en 2007, cependant la division d'animation de leur studio ferme en 2008. 4Kids Entertainment se porte alors volontaire pour s'occuper de la pré-production de la série dès printemps 2008,. Début 2011, 4Kids s'engage dans un recours en justice et le futur de la série reste alors incertain. Plus tard en 2011, la société Breakthrough Entertainment localisée au Canada lance son feu vert pour la suite de la production de la série.
Début 2012, la production est achevée, et l'animation est occupée par Atomic, à Vancouver. Dans la version originale, quelques acteurs réputés prennent le rôle des personnages comme Mark McKinney (voix de Lord Peel), Seán Cullen (voix de Gus) et un néophyte du doublage Mark Edwards (voix de Wally).
Le 4 juin 2013, Télétoon renouvelle la série pour un total de 26 épisodes.
La série a été annulée en 2014 après deux saisons dont une seule a été diffusée. Aucun commentaire n'a été fait à ce sujet. Elle a ensuite repris sa diffusion en 2015 et une troisième saison a été diffusée fin 2016.

## Voix

### Doublage français
- David Kruger : Gus
- Dimitri Rougeul : Wally
- Marc Perez : Yay Ok
- Bernard Alane : Dr Chimpsky
- Jean-Claude Donda : Gamster X, Lord Peel
- Antoine Doignon : Hopper, Joel

### Doublage québécois
- Jean-Marie Moncelet : Dr Chimsky
- Daniel Picard : Nefarious
- Jean-François Beaupré : Lord Peel
- François Godin : Bernice
- François Trudel : Deep Space Dave
- Nicholas Savard L'Herbier : Yay-OK
- Yves Soutière : He-Rilla
- Alexandre Fortin : Gus
- Véronique Marchand : She-Rilla / Monkevil
- Paul Ahmarani : Wally
- Marie-Eve Soulard La Ferrière : Tina

 Source et légende : version québécoise (VQ) sur Doublage.qc.ca

## Épisodes
| Saison | Saison | Épisodes | Canada (Diffusion originale) | Canada (Diffusion originale) | France           | France          |
| Saison | Saison | Épisodes | Début de saison              | Fin de saison                | Début de saison  | Fin de saison   |
| ------ | ------ | -------- | ---------------------------- | ---------------------------- | ---------------- | --------------- |
|        | 1      | 26       | 10 janvier 2013              | 2 avril 2014                 | 7 septembre 2013 | 2 novembre 2014 |
|        | 2      | 13       | 5 novembre 2014              | 26 février 2015              | 16 mai 2015      | 3 octobre 2015  |
|        | 3      | 26       | 1er mars 2016                | 23 novembre 2016             | 1er avril 2016   | 7 décembre 2016 |